# Кулаков, Николай Лазаревич
Никола́й Ла́заревич Кулако́в (1880, Ессентукская — 1945, Вена) — русский военный деятель. Герой Терского казачьего войска.

## Биография
Родился в семье урядника в станице Ессентукской Терской области, получил домашнее образование.
С 14 марта 1900 года служил в 1-й Волгском полку (с 17.1.1904 — младший урядник, с 19.12.1904 — старший урядник). 14 января 1906 года перешёл на сверхсрочную службу в том же полку; в июле 1907 окончил школу подхорунжих. 18.7.1907 произведён в вахмистры, 20.12.1907 — в подхорунжие. В 1912 году уволен в запас.
С началом Первой мировой войны 30 июля 1914 года мобилизован в тот же 1-й Волгский полк (с 25 сентября — зауряд-хорунжий). В 1914 году был ранен (1 октября, на перевале Ужок в Карпатах), контужен (23 октября). 10 февраля 1915 года произведён в прапорщики, 28 июля 1916 — в хорунжие. Вследствие ранений с 3 июня 1916 года по 15 февраля 1917 — командир обоза полка. С 3 марта по 22 апреля 1917 года — временный командир 3-й сотни полка, с 11 по 28 мая — временный командир 5-й сотни. 6 июля 1917 года произведён в сотники. До 21 декабря находился на фронте в составе полка; 21 марта 1918 демобилизован, убыл в родную станицу. За личную храбрость и мужество в период Первой мировой войны стал полным Георгиевским кавалером.
В Гражданскую войну в сентябре 1918 года присоединился к отряду полковника А. Г. Шкуро, занявшему Кисловодск; с 22 октября 1918 — командир 2-й сотни 1-го Волгского полка, с 16 июня 1919 — помощник командира полка по строевой части. 27 августа 1919 года произведён в подъесаулы, затем — в есаулы. Осенью 1919 года был ранен; продолжил службу на фронте в своём полку с 10 января 1920; позднее был произведён в чин войскового старшины. При отступлении к Новороссийску в бою близ станицы Кагальницкой получил осколочное ранение обеих ног; спустя несколько дней в санитарном поезде перенёс двустороннюю ампутацию (с одной стороны — выше колена, с другой — ниже), вследствие чего не смог эвакуироваться в Крым и остался в Новороссийске.
Жена разыскала его в Новороссийске и увезла на родину, где до 1932 года он скрывался в подвале собственного дома. В начале 1930-х годов пытался легализоваться; был задержан уполномоченным ОГПУ, но после допросов освобождён ввиду тяжёлого физического состояния, жил в родной станице.
В 1942 году, после оккупации немцами Северного Кавказа, был избран станичным атаманом, сформировал 1-ю Терскую казачью сотню. Ходил на протезах, изготовленных ему немцами. В январе 1943 года возглавил эвакуацию казачьих сотен с территории Северного Кавказа, вошедших в марте 1943 года в состав 1-й казачьей дивизии вермахта. Был избран походным атаманом Терского казачьего войска; с марта 1944 входил в состав Главного управления казачьих войск под руководством генерала от кавалерии П. Н. Краснова. В 1944 году произведён в полковники. Участвовал в боевых действиях терских казаков в составе 1-й казачьей дивизии и 15-го казачьего корпуса.
С апреля 1945 года находился на отдыхе в районе Инсбрука; в начале мая 1945 был захвачен спецгруппой «Смерш» и этапирован в советскую зону оккупации в Вену, где и был впоследствии убит.

## Награды
- серебряная медаль «За усердие» на Станиславской ленте (14 апреля 1912)[2]
- Полный Георгиевский кавалер[2]:
  - Георгиевский крест IV ст. № 5785 (30 ноября 1914)
  - Георгиевский крест III ст. № 13206 (1 июня 1915)
  - Георгиевский крест II ст. № 4606
  - Георгиевский крест I ст. № 12146 (23 марта 1916)
- Георгиевская медаль IV ст. № 249778 (12 июня 1915)
- Орден св. Анны IV ст. (28 июня 1916)
- Орден св. Станислава III ст. с мечами и бантом (23 сентября 1916)
- Орден св. Анны III ст. с мечами и бантом (12 февраля 1917)[2].